# Hårsæk
En hårsæk, også kaldet hårfollikel, er en fordybning i læderhuden eller underhuden, hvorfra der dannes hår af særlige hudceller. Hårsækken er således hårstråets 'rod'.
I tilslutning til hårsækken findes talgkirtlerne, der udsondrer talg, som fungerer som smøremiddel for håret og hårstråene. Personer med fedtet hår har et overskud af talg. Der kan opstå betændelse i en hårsæk, hvis den er tillukket eller hvis et hårstrå vokser indad.
Hårsækkenes facon bestemmer hårets udseende; spiralformede hårsække giver således krøllet hår.